# Tîmoșîne, Bilokurakîne
Tîmoșîne (în ucraineană Тимошине) este localitatea de reședință a comunei Tîmoșîne din raionul Bilokurakîne, regiunea Luhansk, Ucraina.

## Demografie
Componența lingvistică a localității Tîmoșîne
     Ucraineană (92,88%)
     Rusă (5,7%)
Conform recensământului din 2001, majoritatea populației localității Tîmoșîne era vorbitoare de ucraineană (92,88%), existând în minoritate și vorbitori de rusă (5,7%).